# Janusz Sejmej
Janusz Sejmej (ur. 1968) – polski dziennikarz.
Jest absolwentem Wyższej Szkoły Pedagogicznej w Krakowie oraz Uniwersytetu Jagiellońskiego. Od 1994 związany z TVP Kraków, m.in. współprowadzący program "Młodzież kontra... czyli pod ostrzałem". Później był m.in. kierownikiem redakcji Kuriera TVP3, pełniącym obowiązki dyrektora TVP3, a następnie kierownikiem redakcji Panoramy i zastępcą dyrektora Agencji Informacji TVP ds. pasma wspólnego. Od jesieni 2007 pracował nad projektem kanału tematycznego telewizji publicznej – TVP Parlament. Od grudnia 2008 r. p.o. dyrektora Agencji Informacji, a od 18 lutego do 30 kwietnia 2009 dyrektor Agencji Informacji TVP. W latach 2010–2011 był rzecznikiem prasowym Ministerstwa Obrony Narodowej, zaś w latach 2011–2015 rzecznikiem prasowym Ministerstwa Pracy i Polityki Społecznej. Od 2017 dyrektor biura Naczelnego Komitetu Wykonawczego Polskiego Stronnictwa Ludowego. Od grudnia 2023 ponownie rzecznik prasowy Ministerstwa Obrony Narodowej.